# 法尔斯堡
法尔斯堡（法語：Phalsbourg，法語發音：[falsbuʁ]），法国东北部城市，大东部大区摩泽尔省的一个市镇，隶属于萨尔堡-萨兰堡区，其市镇面积为13.15平方公里，2022年1月1日时人口数量为4,657人，在法国城市中排名第2,382位。
法尔斯堡位于摩泽尔省东部，17世纪时曾为一个亲王国的国都，现代是一个区域性的中心城市，多个方向的干线公路在此交汇。

## 地名来源
根据埃内斯特·内格尔的论述，“Phalsbourg”一名转写自日耳曼语“Pfalz”和“Burg”，意为“宫殿”和“城镇”。1871至1919年以及1939至1944年间，当地曾使用“Pfalzburg”作为官方名称。
法尔斯堡所处区域历史上曾通行莱茵法兰克语，“Phalsbourg”对应的法兰克语拼写为“Phalsburch”或“Polsbuerj”。

## 历史

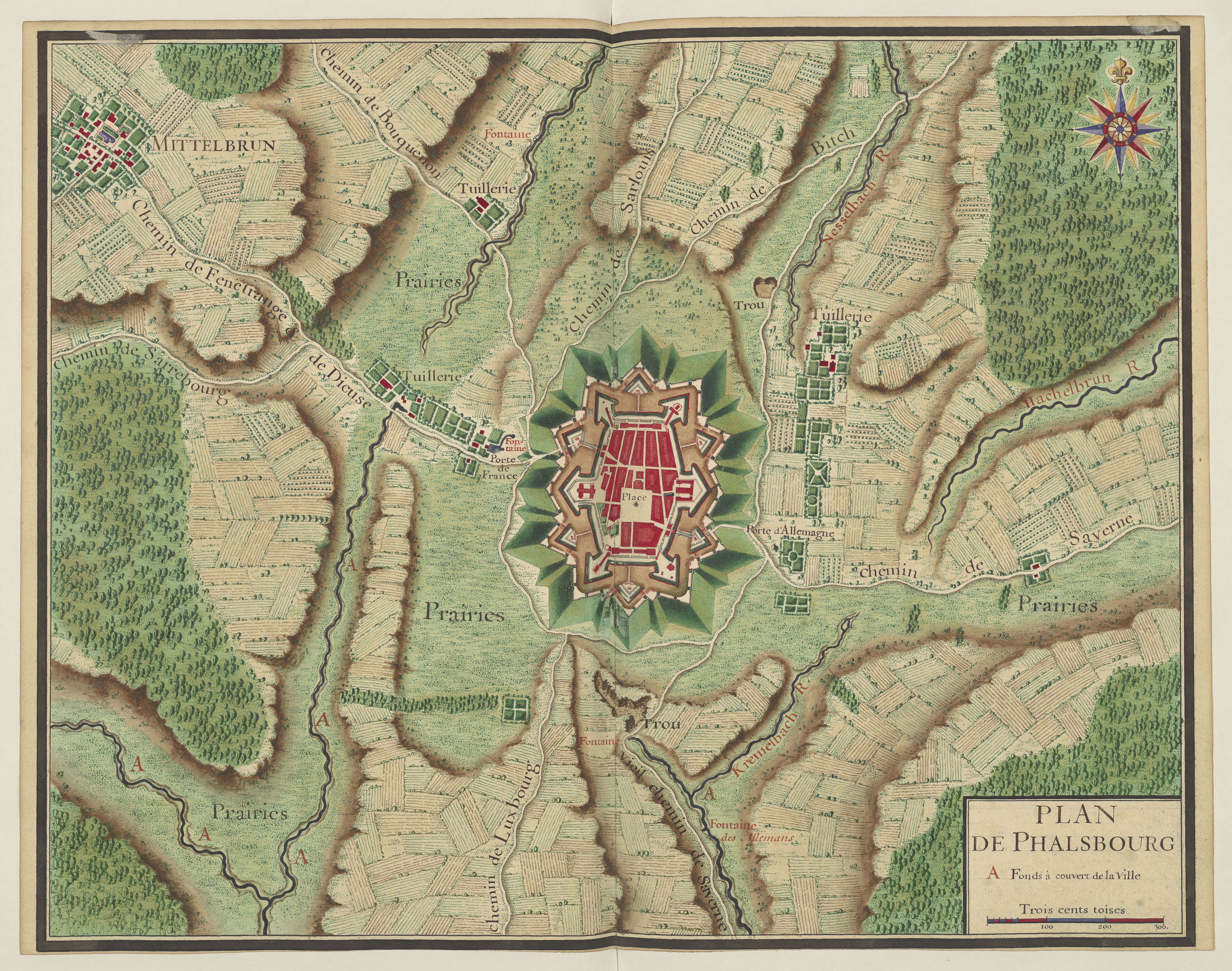
17世纪末的法尔斯堡地图

法尔斯堡的早期历史尚不清楚。根据当地官方网站的论述，法尔斯堡始建于公元1570年左右，由格奥尔格·约翰一世建立，彼时该地为神圣罗马帝国的一部分。宗教战争结束后，新教徒普法尔茨选侯腓特烈四世于1602年决定创建一座以法尔斯堡为核心的独立城邦，法尔斯堡亲王国最终于1629年成立。1661年，法尔斯堡亲王国通过《万塞讷条约》并入法兰西王国。1707年，法尔斯堡亲王国并入利克赛姆亲王国，后又被利克赛姆巴亚日代替。法国大革命后，法尔斯堡成为默尔特省的一个市镇。1794年，比凯尔贝格（Bickelberg）并入法尔斯堡。1806年，莱巴拉克（Les Baraques）和莱特鲁瓦迈松（Les Trois-Maisons）两个市镇并入法尔斯堡。1815年，反法联盟两次发动法尔斯堡围城战。普法战争期间，普鲁士军队于1870年8月发动法尔斯堡围城战并在此投放了数枚炸弹，法尔斯堡市区被严重破坏。战争结束后，法尔斯堡所处的阿尔萨斯-洛林被德意志帝国占领。1883年，阿尔萨斯-洛林皇家铁路公司修建了途径法尔斯堡的吕策堡—德吕林根铁路。一战结束后，法尔斯堡及阿尔萨斯-洛林地区重归法国，法尔斯堡被划入摩泽尔省，当地建成了烈士纪念碑。二战期间，法尔斯堡被纳粹德军占领，当地镇中心的军火广场一度被更名为“希特勒广场”。1953年，吕策堡—德吕林根铁路停止服务。1955年，法尔斯堡附近建成法尔斯堡-布尔沙伊德空军基地。二十世纪末，得益于高速公路的建成，法尔斯堡境内出现了工业开发区。

## 地理

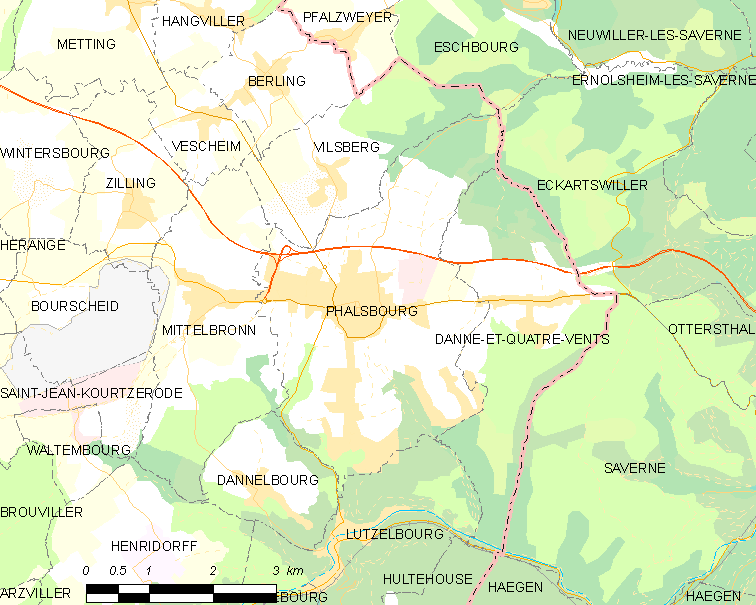
法尔斯堡市镇范围地图

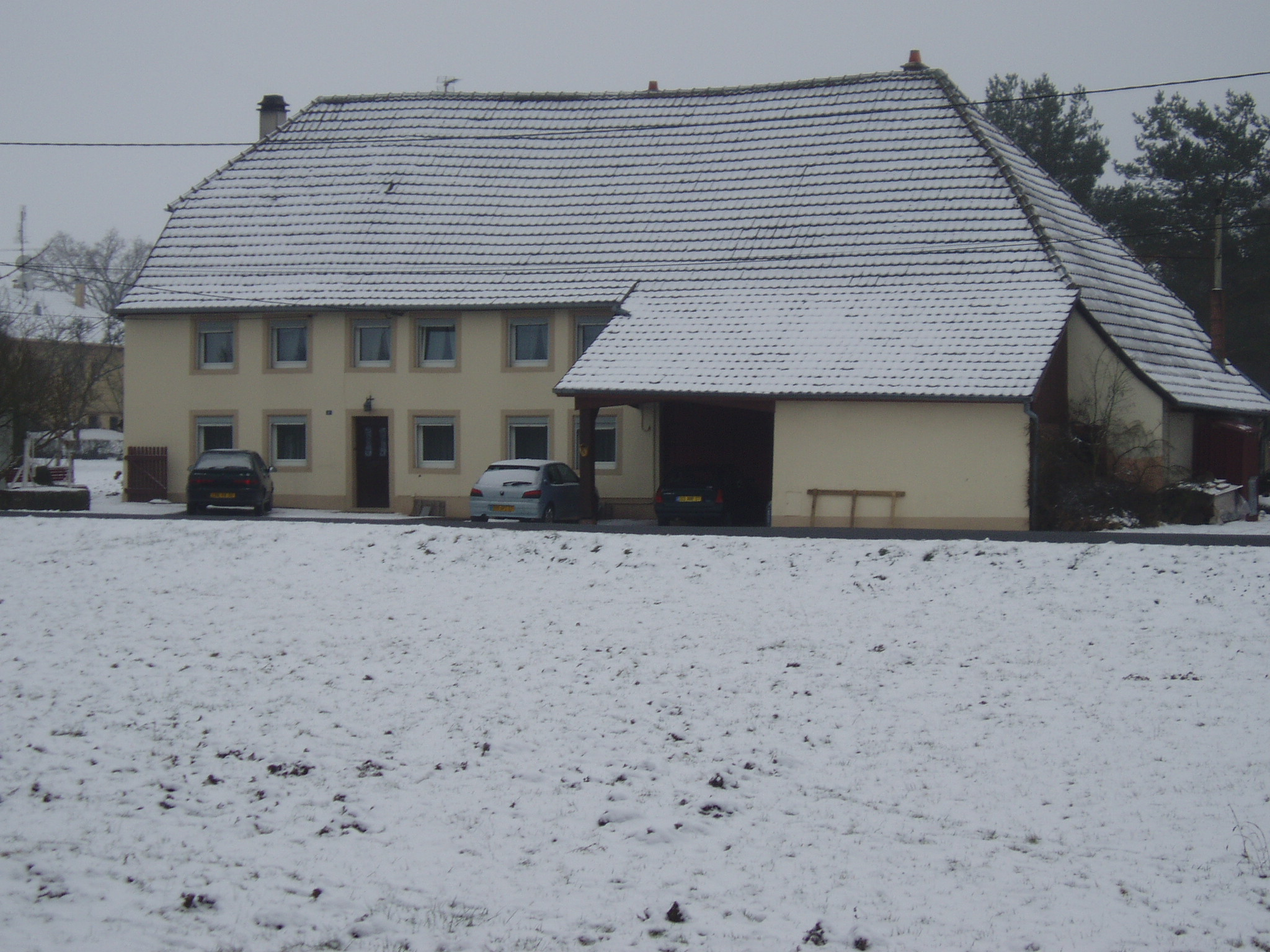
雪后的法尔斯堡

法尔斯堡位于法国东北部，大东部大区东北部和摩泽尔省东部，距离省会梅斯大约110公里。与法尔斯堡接壤的市镇包括：维尔斯贝格、埃卡茨维莱尔、米泰尔布龙、达内尔堡、达讷和卡特尔旺和吕策尔堡。

### 地形
法尔斯堡位于北孚日山的一处台塬地带，境内以平原和丘陵为主，市镇中心地势较为平坦，东南部为河谷地貌，全境海拔在200到384米之间。

### 水文
法尔斯堡位于莱茵河流域范围内，布伦南塔尔溪（ruisseau de Brunnenthal）发源于法尔斯堡市区并向东南流出市境；此外一条名为“Hesselgraben”的溪流自西北向东南流经市镇西南界。

### 植被
法尔斯堡属于温带阔叶混交林区，林地散落分布于市镇范围内的多个区域。
在鲜花城市的评比中，法尔斯堡暂未被评级。

### 气候
法尔斯堡在柯本气候分类法中属于温带海洋性气候（Cfb）但因距离海岸线相对较远，故又带有一定的大陆性特征。
法尔斯堡境内设有气象站，以下为该气象站的数据（其中日照数据取自斯特拉斯堡）：
| 萨韦尔讷1981年－2019年 | 萨韦尔讷1981年－2019年 | 萨韦尔讷1981年－2019年 | 萨韦尔讷1981年－2019年 | 萨韦尔讷1981年－2019年 | 萨韦尔讷1981年－2019年 | 萨韦尔讷1981年－2019年 | 萨韦尔讷1981年－2019年 | 萨韦尔讷1981年－2019年 | 萨韦尔讷1981年－2019年 | 萨韦尔讷1981年－2019年 | 萨韦尔讷1981年－2019年 | 萨韦尔讷1981年－2019年 | 萨韦尔讷1981年－2019年 |
| 月份                   | 1月                    | 2月                    | 3月                    | 4月                    | 5月                    | 6月                    | 7月                    | 8月                    | 9月                    | 10月                   | 11月                   | 12月                   | 全年                   |
| ---------------------- | ---------------------- | ---------------------- | ---------------------- | ---------------------- | ---------------------- | ---------------------- | ---------------------- | ---------------------- | ---------------------- | ---------------------- | ---------------------- | ---------------------- | ---------------------- |
| 历史最高温 °C（°F）    | 16.6 (61.9)            | 19.5 (67.1)            | 22.8 (73.0)            | 28.8 (83.8)            | 31.8 (89.2)            | 34.7 (94.5)            | 36 (97)                | 38.1 (100.6)           | 32.3 (90.1)            | 27.1 (80.8)            | 20 (68)                | 18.7 (65.7)            | 38.1 (100.6)           |
| 平均高温 °C（°F）      | 3.3 (37.9)             | 4.9 (40.8)             | 9.4 (48.9)             | 13.7 (56.7)            | 18.2 (64.8)            | 21.6 (70.9)            | 23.7 (74.7)            | 23.4 (74.1)            | 19.1 (66.4)            | 13.7 (56.7)            | 7.5 (45.5)             | 4.1 (39.4)             | 13.6 (56.5)            |
| 日均气温 °C（°F）      | 1 (34)                 | 2 (36)                 | 5.8 (42.4)             | 9.3 (48.7)             | 13.6 (56.5)            | 16.7 (62.1)            | 18.9 (66.0)            | 18.7 (65.7)            | 14.9 (58.8)            | 10.4 (50.7)            | 5 (41)                 | 1.9 (35.4)             | 9.9 (49.8)             |
| 平均低温 °C（°F）      | −1.4 (29.5)            | −0.9 (30.4)            | 2.2 (36.0)             | 4.9 (40.8)             | 9 (48)                 | 11.9 (53.4)            | 14.1 (57.4)            | 13.9 (57.0)            | 10.7 (51.3)            | 7 (45)                 | 2.5 (36.5)             | −0.3 (31.5)            | 6.1 (43.0)             |
| 历史最低温 °C（°F）    | −18.6 (−1.5)           | −22 (−8)               | −13.7 (7.3)            | −5.5 (22.1)            | −1.8 (28.8)            | 3 (37)                 | 4.9 (40.8)             | 4.7 (40.5)             | 0.4 (32.7)             | −6 (21)                | −10.3 (13.5)           | −16.9 (1.6)            | −22 (−8)               |
| 平均降水量 mm（）      | 68.9 (2.71)            | 65.5 (2.58)            | 72.2 (2.84)            | 59.7 (2.35)            | 83.7 (3.30)            | 75.9 (2.99)            | 77.8 (3.06)            | 69.4 (2.73)            | 77.6 (3.06)            | 91.4 (3.60)            | 77.2 (3.04)            | 93.4 (3.68)            | 912.7 (35.93)          |
| 月均日照時數           | 58.1                   | 83.8                   | 134.8                  | 180                    | 202.5                  | 223.8                  | 228.6                  | 219.6                  | 164.5                  | 98.7                   | 55.3                   | 43.1                   | 1,692.8                |
| 来源：infoclimat.fr    |                        |                        |                        |                        |                        |                        |                        |                        |                        |                        |                        |                        |                        |

## 行政区划
法尔斯堡的市镇编号为57540，邮政编号为57370。
在行政管理方面，法尔斯堡隶属于法国大东部大区摩泽尔省萨尔堡-萨兰堡区；在地方选举方面，法尔斯堡是法尔斯堡县的中央投票站所在地，其市镇范围全境被划入摩泽尔省第四选区；在社会管理方面，法尔斯堡是法尔斯堡地区市镇公共社区的组成部分。
截至2024年3月，法尔斯堡市镇范围内暂无任何城市敏感街区及城市政策优先街区。
法国国家统计与经济研究所（简称）在进行数据统计时，将法尔斯堡及相邻的另外两个市镇设为法尔斯堡城市核心区，未将法尔斯堡划入任何城市区（Aire urbaine）。自2020年起，法尔斯堡被划入包含三个市镇的法尔斯堡城市辐射区。此外，还将法尔斯堡市镇整体看作一个“块区”（IRIS），以便于统计人口分布情况。

## 交通

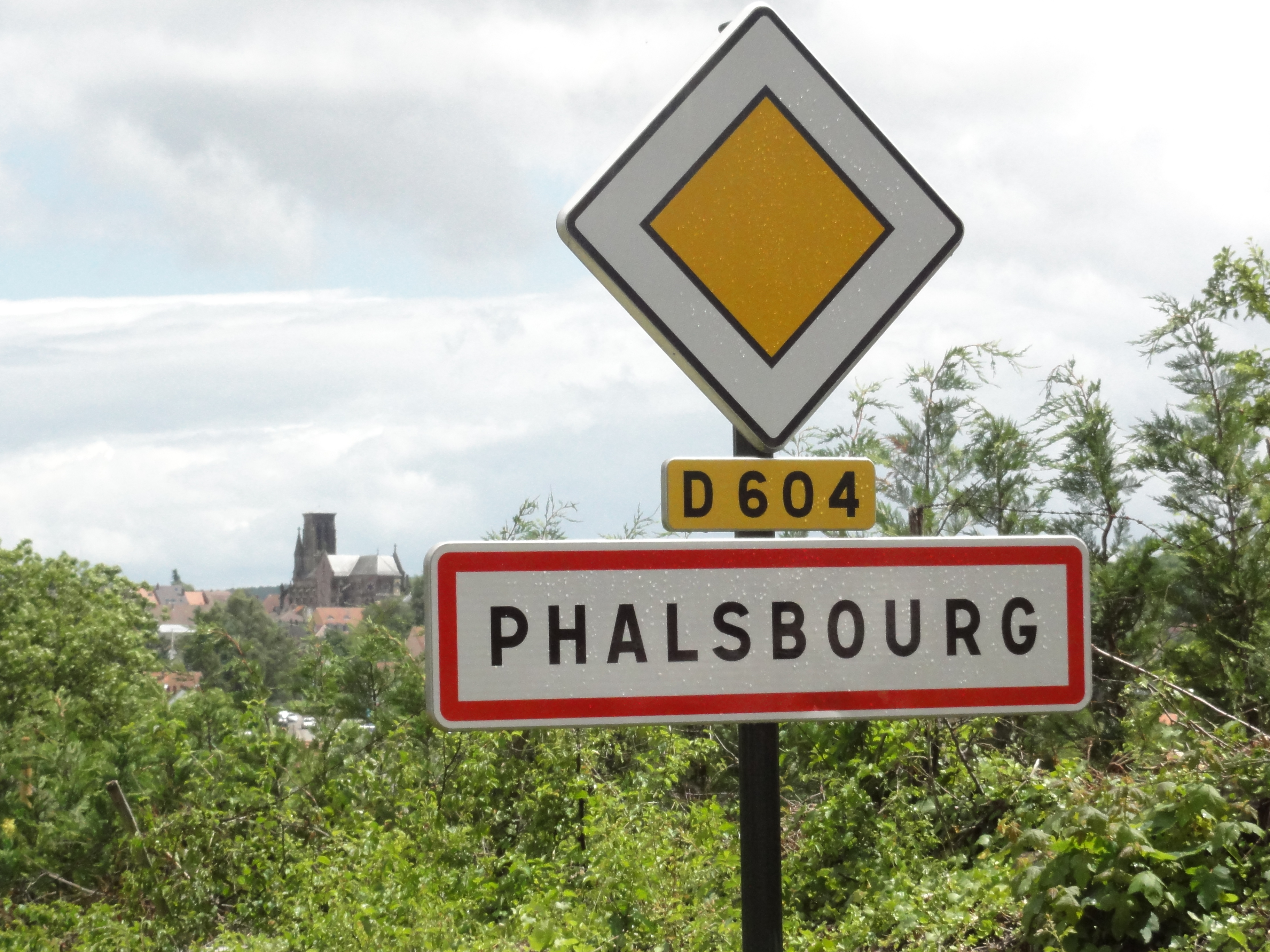
法尔斯堡的一处入城路畔

### 公路
A4高速公路经过法尔斯堡市区北部并设有43号出入口连接市区，此外法国国道N4线和摩泽尔省省道D38线、D104G线、D604线、D661线在法尔斯堡境内交汇。大东部大区公共交通（商业名称为“Fluo Grand Est”）下属的摩泽尔省城际客运143线、150线、151线、152线和77线经停迈济耶尔莱梅斯，可通往萨尔堡、吕策尔堡、达博、加尔堡等地。
2020年，78.8%的法尔斯堡家庭拥有至少一辆私人汽车。2021年，法尔斯堡境内共发生各类交通事故1起，造成2人受伤，其中1人重伤。
| 49 | 1.9 |

| 梅斯 | 110 |

| 萨尔格米讷 | 51 |

| 萨尔堡 | 17 |

| 萨尔于尼翁 | 26 |

| 费内特朗日 | 22 |

| 萨韦尔讷 | 10 |

### 铁路
东部高速铁路经过法尔斯堡市区北部但未设站点。
距离法尔斯堡最近的运营中的客运铁路车站为5.5公里外的吕策尔堡站上，该站停靠往返于斯特拉斯堡和南锡/梅斯一线的区域列车。

### 航空
法尔斯堡距离史特拉斯堡机场的公路里程大约51公里。

### 城市公共交通
截至2024年3月，法尔斯堡暂无城市公共交通系统。

## 政治

### 市政内阁

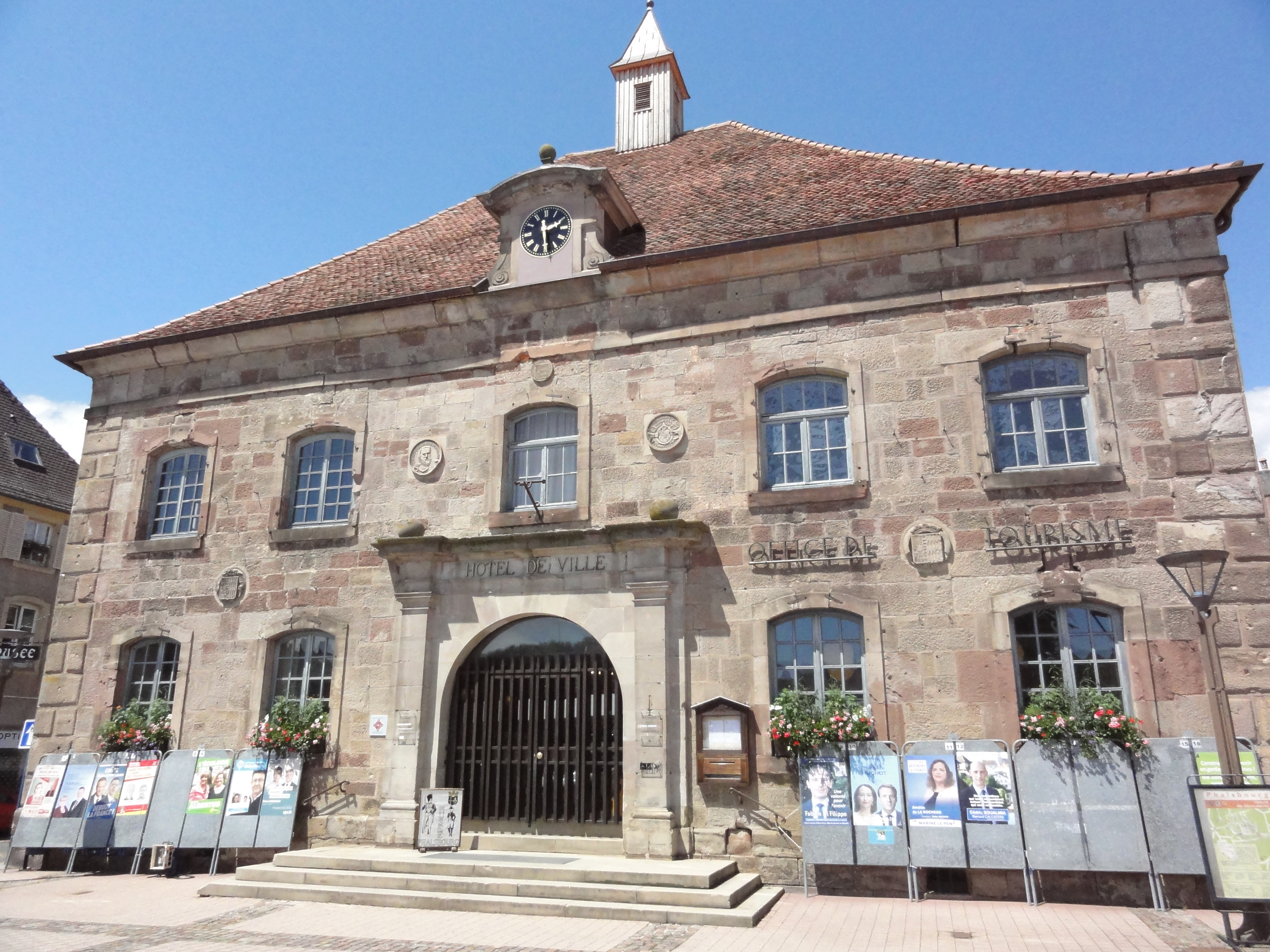
法尔斯堡市政厅

法尔斯堡的现任市长为让-路易·马德莱纳先生（Jean-Louis MADELAINE），他是一名中间派，在2020年的市政选举中获得了61.40%的支持率。
| 法尔斯堡历届市长             | 法尔斯堡历届市长                      | 法尔斯堡历届市长                   |
| 任期                         | 市长                                  | 党派                               |
| ---------------------------- | ------------------------------------- | ---------------------------------- |
| 1945年－1953年               | Auguste HEITZ 奥古斯特·海茨           | 不详                               |
| （1953年－1965年间资料暂缺） |                                       |                                    |
| 1965年－1983年               | Oscar GÉRARD 奥斯卡·热拉尔            | DVD右翼无党派人士 →UDF法国民主联盟 |
| 1983年－1993年               | Jean RIEHL 让·里尔                    | 不详                               |
| 1993年－2020年               | Dany KOCHER 达尼·科谢                 | UDF法国民主联盟 →MoDem民主运动     |
| 2020年－                     | Jean-Louis MADELAINE 让-路易·马德莱纳 | DVC混杂中间派                      |

### 各级选举
| 法尔斯堡历届投票选举结果 | 法尔斯堡历届投票选举结果 | 法尔斯堡历届投票选举结果 | 法尔斯堡历届投票选举结果 | 法尔斯堡历届投票选举结果               | 法尔斯堡历届投票选举结果 | 法尔斯堡历届投票选举结果 | 法尔斯堡历届投票选举结果               | 法尔斯堡历届投票选举结果 | 法尔斯堡历届投票选举结果 |
| 选举项目                 | 选举范围                 | 选区单位                 | 选区单位内的选举结果     | 选区单位内的选举结果                   | 选区单位内的选举结果     | 选区单位内的选举结果     | 选区单位内的选举结果                   | 选区单位内的选举结果     | 参考资料                 |
| 选举项目                 | 选举范围                 | 选区单位                 | 第一轮胜出者             | 第一轮胜出者                           | 支持率                   | 第二轮胜出者             | 第二轮胜出者                           | 支持率                   | 参考资料                 |
| ------------------------ | ------------------------ | ------------------------ | ------------------------ | -------------------------------------- | ------------------------ | ------------------------ | -------------------------------------- | ------------------------ | ------------------------ |
| 2017年法國總統選舉       | 法國                     | 市镇                     |                          | 玛丽娜·勒庞                            | 27.3%                    |                          | 埃马纽埃尔·马克龙                      | 55.53%                   | [ 27 ]                   |
| 2017年法国立法选举       | 摩泽尔省第四选区         | 市镇                     |                          | 帕特里克·赖希黑尔德                    | 26.28%                   |                          | 法比安·迪·菲利波                       | 55.09%                   | [ 27 ]                   |
| 2019年欧洲议会选举       | 法國                     | 市镇                     |                          | 若尔丹·巴尔代拉                        | 28.08%                   | （不适用）               | （不适用）                             | （不适用）               | [ 29 ]                   |
| 2021年法国省级选举       | 摩泽尔省                 | 县                       |                          | 韦雷娜·福热尔-戈塞 帕特里克·赖希黑尔德 | 29.82%                   |                          | 韦雷娜·福热尔-戈塞 帕特里克·赖希黑尔德 | 52.17%                   | [ 30 ]                   |
| 2021年法国省级选举       | 摩泽尔省                 | 市镇                     |                          | 韦雷娜·福热尔-戈塞 帕特里克·赖希黑尔德 | 37.27%                   |                          | 韦雷娜·福热尔-戈塞 帕特里克·赖希黑尔德 | 72.26%                   | [ 30 ]                   |
| 2021年法国大区选举       | 大東部大區               | 市镇                     |                          | 让·罗特纳                              | 27.95%                   |                          | 让·罗特纳                              | 39.81%                   | [ 31 ]                   |
| 2022年法国总统选举       | 法國                     | 市镇                     |                          | 玛丽娜·勒庞                            | 30.87%                   |                          | 玛丽娜·勒庞                            | 50.36%                   | [ 27 ]                   |
| 2022年法国立法选举       | 摩泽尔省第四选区         | 市镇                     |                          | 法比安·迪·菲利波                       | 34.07%                   |                          | 法比安·迪·菲利波                       | 69.61%                   | [ 27 ]                   |

## 人口
2021年，法尔斯堡市镇人口数量为4,683，在法国排名第2,382位。其中男性2,320人，女性2,380人，75岁及以上人口占7.9%，外籍人口数量为297人，人口密度为356人/平方公里，当地居民被称为（男性）或（女性）。2022年，法尔斯堡境内出生58人，死亡人口48人。
| 法尔斯堡1900年－2021年人口变化情况 |
|                                    |
| 数据来源：Cassini、INSEE           |

## 经济
法尔斯堡是一个区域性的中心城市。截至2024年3月，法尔斯堡市镇范围内共有各类用人单位（包含自雇）872家，平均历史为16年，其中90.7%为中小型企业（PME），2024年1月至3月间，当地的经济活力指数为0.92%。（仓储）、（工程设计）及（企业管理）是当地2021年营业额最高的三个企业，分别为501,385,543欧元、42,553,841欧元和34,618,156欧元。

## 财政与居民收入
2022年，法尔斯堡的财政收入总额为4,921,110欧元，财政支出总额为4,553,070欧元，当年的债务总额为4,123,810欧元。2022年，法尔斯堡市镇通过增值税获得336,350欧元的收入，此外当地还共获得了312,970欧元的国家直接财政补助。
| 法尔斯堡居民收入情况                             | 法尔斯堡居民收入情况 | 法尔斯堡居民收入情况  | 法尔斯堡居民收入情况 |
| 内容                                             | 法尔斯堡             | 法国                  | 统计年份             |
| ------------------------------------------------ | -------------------- | --------------------- | -------------------- |
| 征税家庭总数                                     | 1,978                | 1,081（法国市镇平均） | 2022年               |
| 居民平均月收入                                   | 2,277欧元            | 2,435欧元             | 2022年               |
| 高级职员人均月收入                               | 3,987欧元            | 4,331欧元             | 2021年               |
| 中级职员人均月收入                               | 2,374欧元            | 2,470欧元             | 2021年               |
| 普通职员人均月收入                               | 1,721欧元            | 1,801欧元             | 2021年               |
| 贫困率                                           | 12%                  | 14.5%                 | 2020年               |
| 青壮年（15至64岁）失业率                         | 12.6%                | 7.4%                  | 2020年               |
| 征税家庭数量占比                                 | 43.7%                | 45.5%                 | 2020年               |
| 家庭年均纳税                                     | 5,397欧元            | 4,393欧元             | 2022年               |
| 资料来源：INSEE、L'Internaute、Le Journal du Net |                      |                       |                      |

## 社会事务

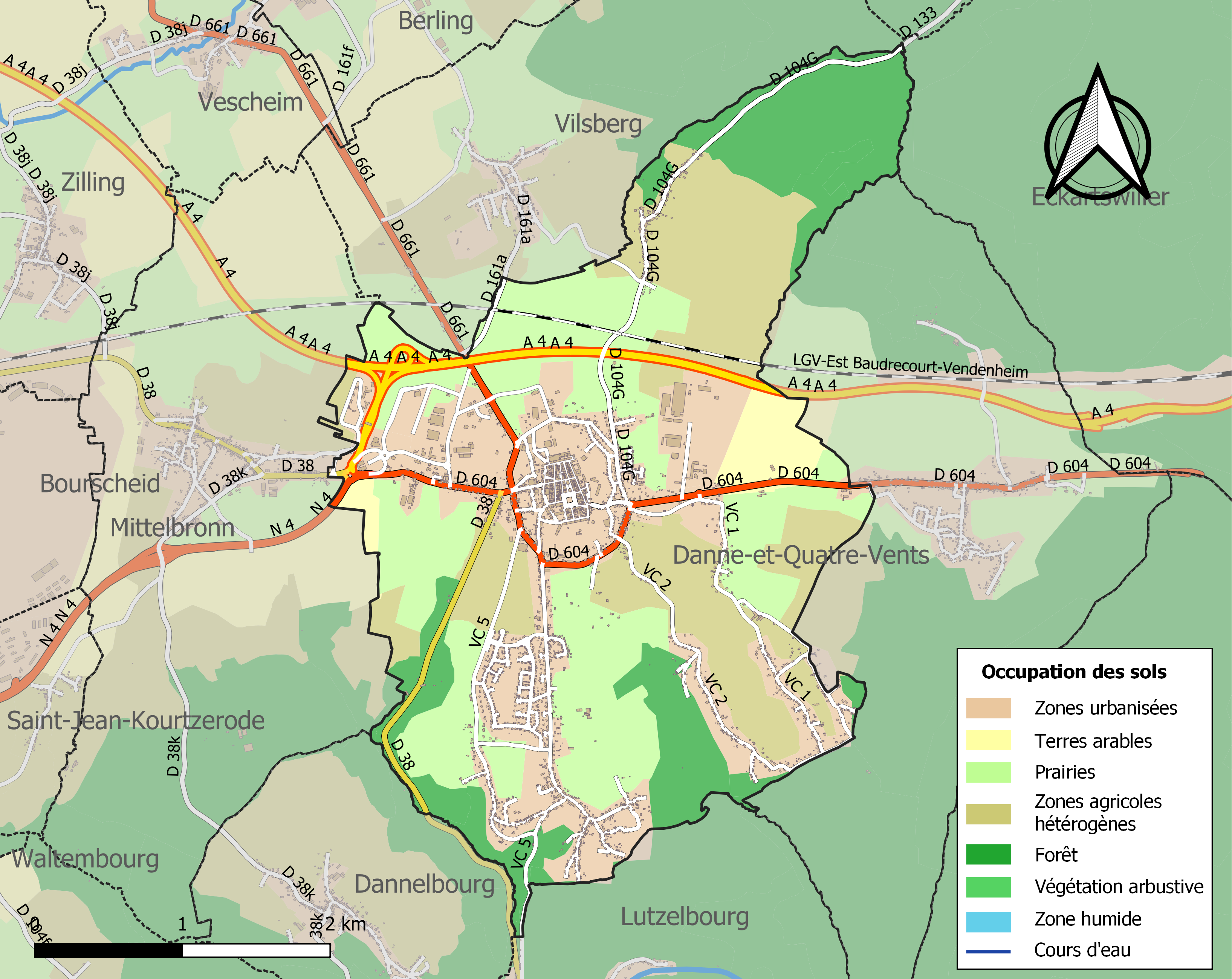
法尔斯堡土地利用情况地图

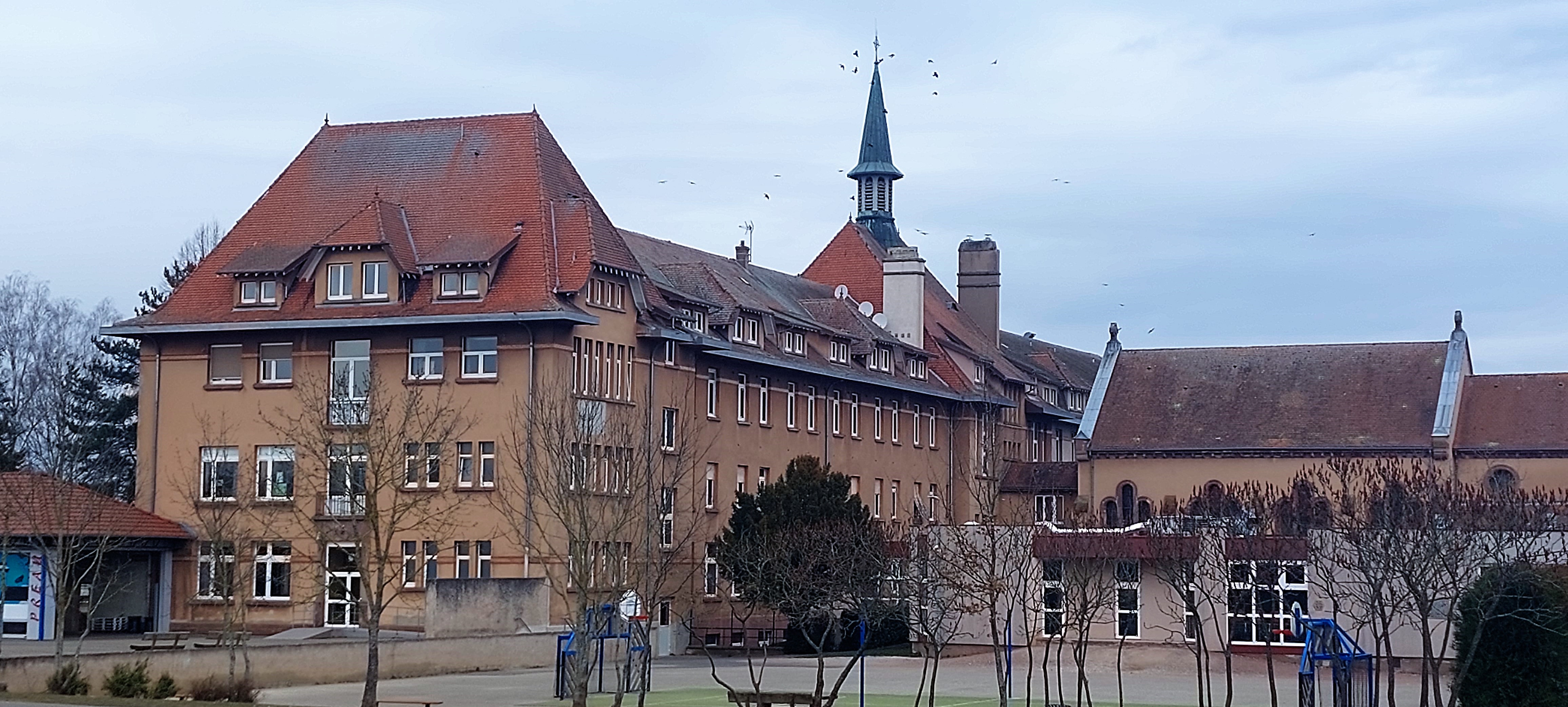
一所中学

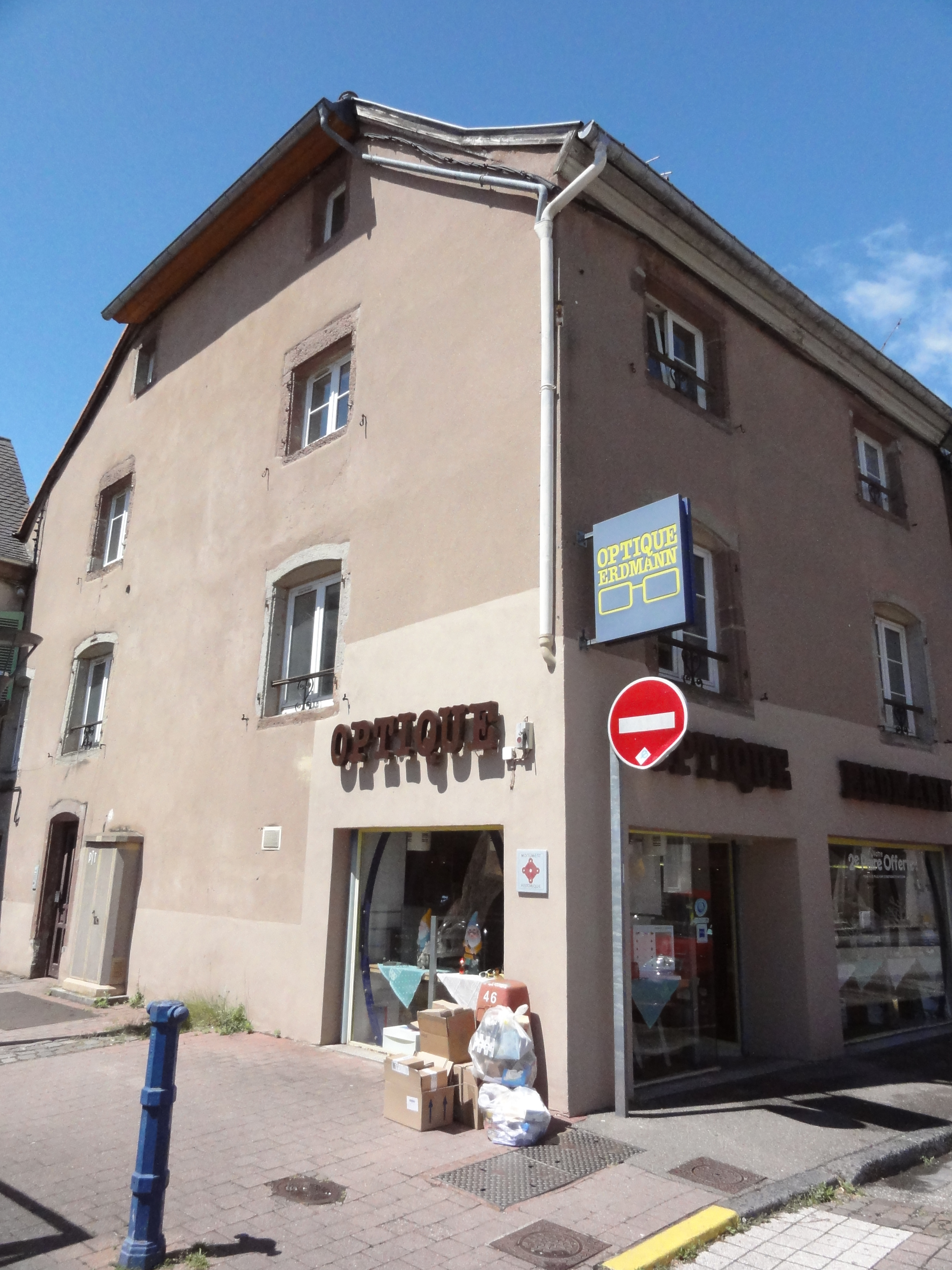
一处商铺

### 教育
法尔斯堡属于南锡-梅斯学区。截至2021年1月1日，法尔斯堡境内共有1所幼儿园、4所小学、3所初级中学和2所普通高中。2021至2022学年度，法尔斯堡境内共有在校中等教育阶段学生1,481名。

### 医疗
截至2021年1月1日，法尔斯堡境内共有全科医生7名、保健师10名、牙医10名、护士15名和眼科医生1名。境内共有药房2家、养老院1家。
距离法尔斯堡最近的区域性医疗机构为萨韦尔讷中心医院（Centre Hospitalier de Saverne），其主病区圣卡特里娜医院（Hôpital Sainte Catherine）位于萨韦尔讷市区西北部，距离法尔斯堡市区的正常车程大约12分钟，该院设有床位361个，是当地规模最大的公立综合性医院。

### 住房
2020年，法尔斯堡境内共有各类住房2,327套，其中63.6%为独立式住宅，36.2%为集中式住宅。常住房屋占法尔斯堡市镇范围内居民建筑总量的87.7%。
在住房保障政策方面，2022年，法尔斯堡境内共有322户家庭获得了住房经济补助，受益人数占总人口数量的6.9%，其中316份为房租补助。

### 商业
2021年，法尔斯堡境内共有各类实体商铺138家，其中餐厅24家、大型超市4家、杂货店3家、面包房5家、肉铺2家、装饰品店1家、银行门店4家、美容美发店10家、汽车维修店11家。法尔斯堡镇中心建有一家家乐福E.LeclercIntermarchéSuper UAldiLidl超市。

### 体育
2021年，法尔斯堡境内共有3间体育馆、4处网球场以及4处足球或橄榄球场。
截至2024年3月，特鲁瓦迈松法尔斯堡体育会（US Trois-Maisons Phalsbourg，编号512936）是法尔斯堡境内唯一的一家注册足球俱乐部，该足球队成立于2021年，其主队2023至2024赛季参加阿尔萨斯足球联赛甲组（法国第九级别），其主场为达维德·韦尔球场（Stade David Weil）。

### 环境
法尔斯堡的环境事务由其所属的法尔斯堡地区市镇公共社区联合各级政府协调负责。2021年，法尔斯堡境内暂无污染企业。

### 治安
2021年，法尔斯堡市镇范围内有1处宪兵队。
法尔斯堡及其附近的共226个市镇是萨尔堡国家宪兵队（zone gendarmerie de Sarrebourg）的管辖范围。2020年，该宪兵队累计记录各类案件1,580起，其中盗窃类案件577起，经济类案件228起，毒品交易类案件128起。

## 文化
2021年，法尔斯堡境内共有1家电影院和1家博物馆。法尔斯堡境内建有多媒体中心（Médiathèque），每周二、三、五、六向公众开放。

### 建筑
法尔斯堡境内有多处历史建筑，其中圣母升天教堂、埃纳尔茨豪森城堡、法尔斯堡犹太教堂等为法国国家文物保护单位。

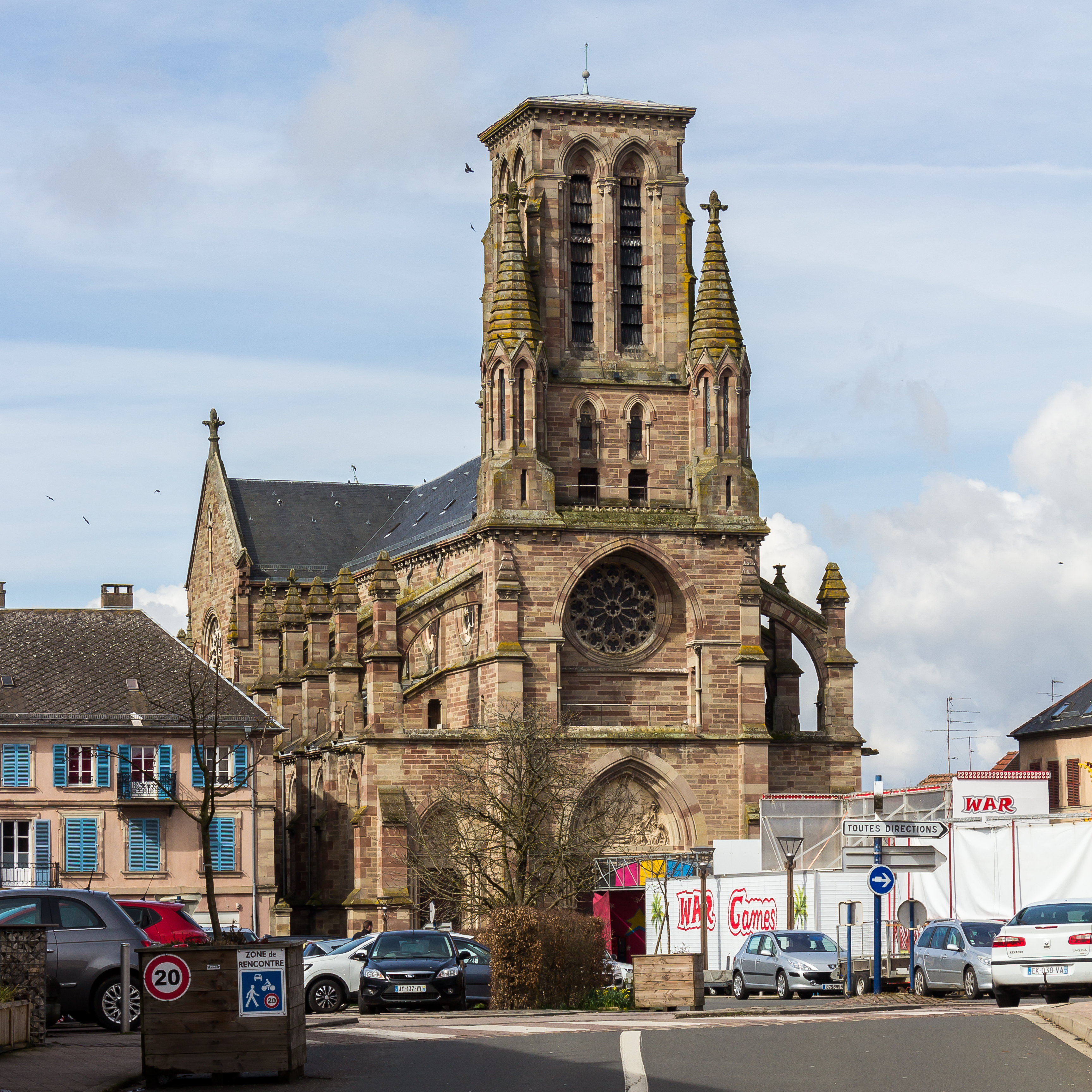
圣母升天教堂（法语：Église de l'Assomption-de-la-Bienheureuse-Vierge-Marie de Phalsbourg）
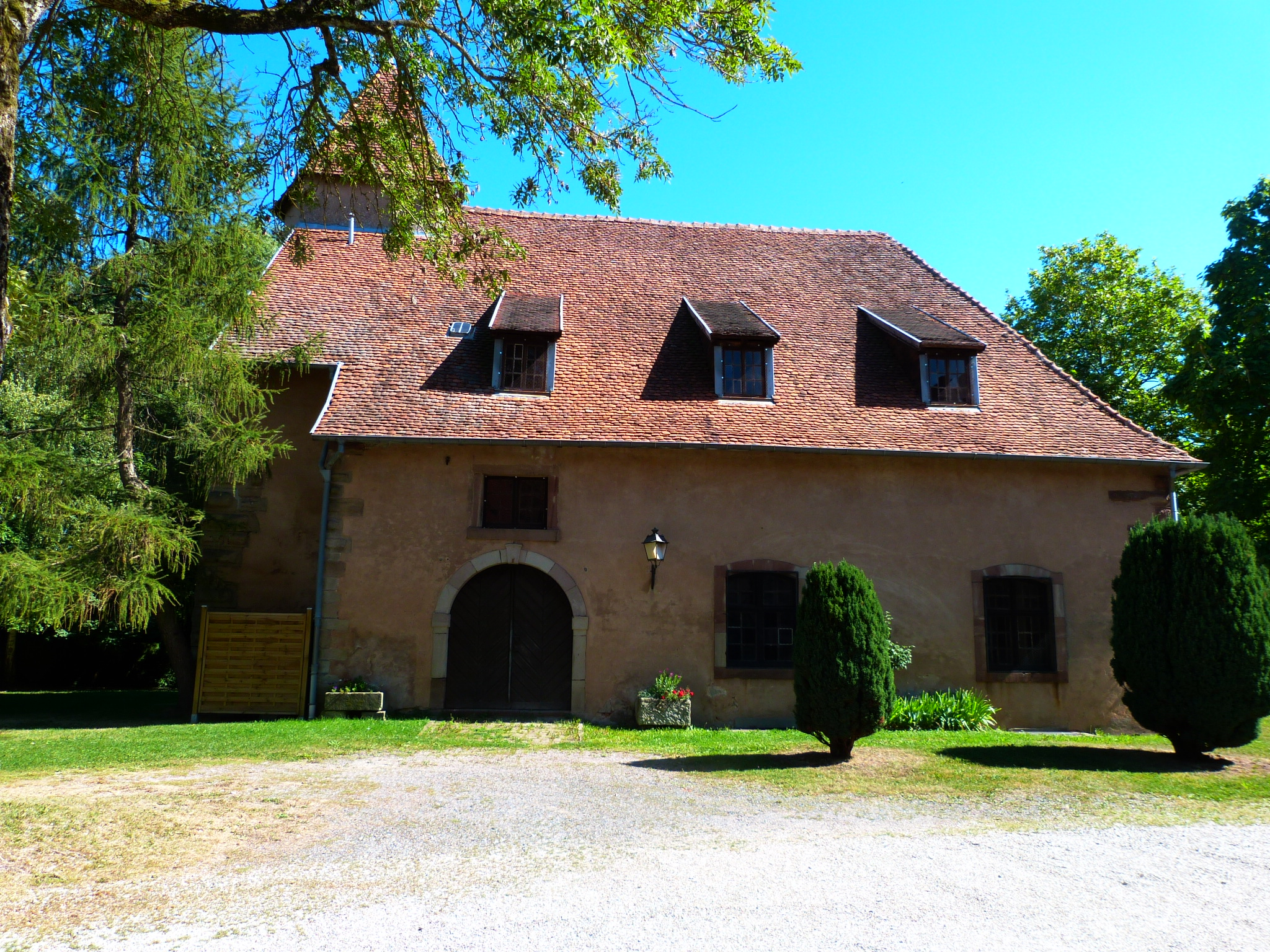
埃纳尔茨豪森城堡（法语：Château d'Einartzhausen）
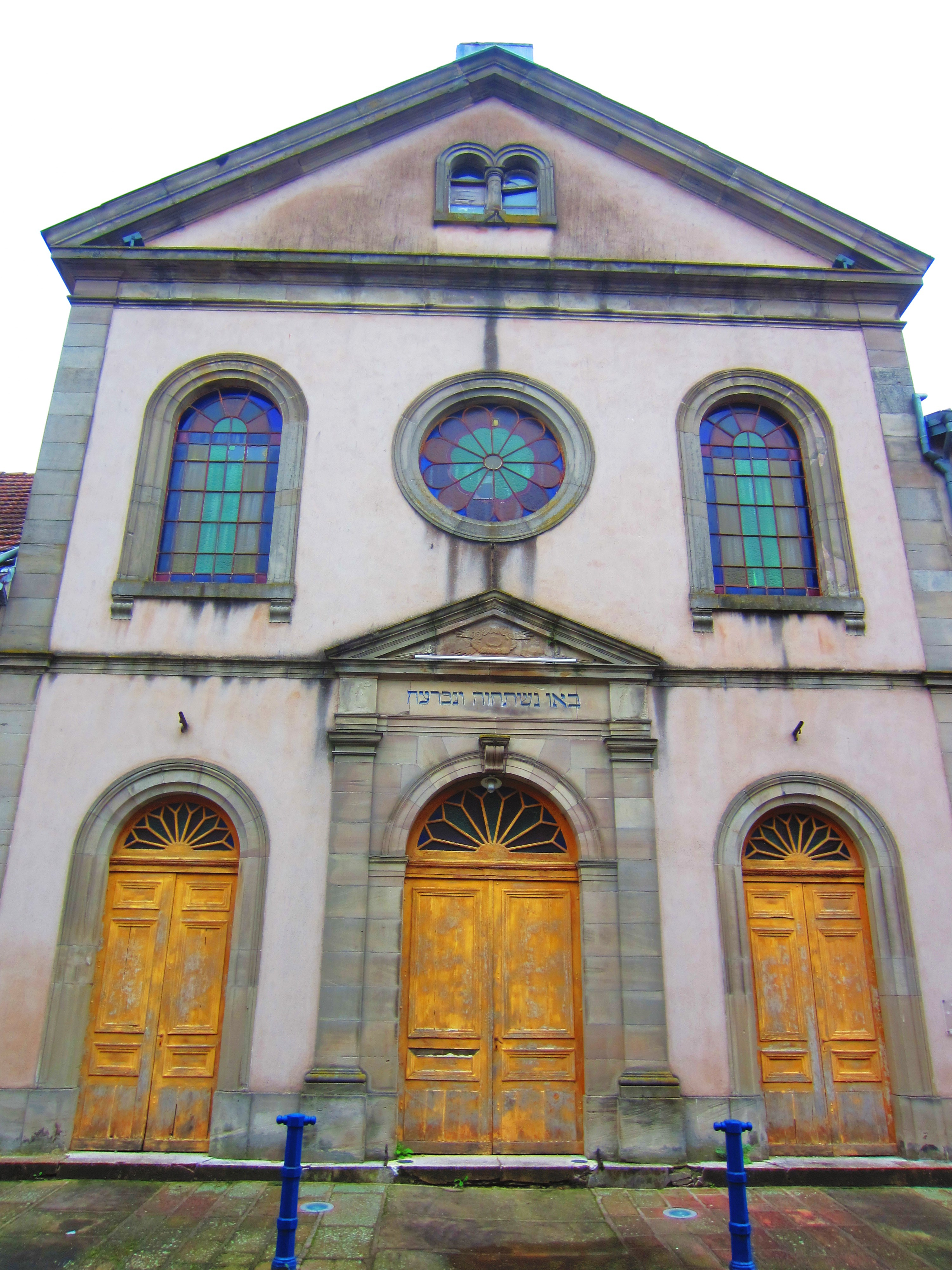
犹太教堂（法语：Synagogue de Phalsbourg）
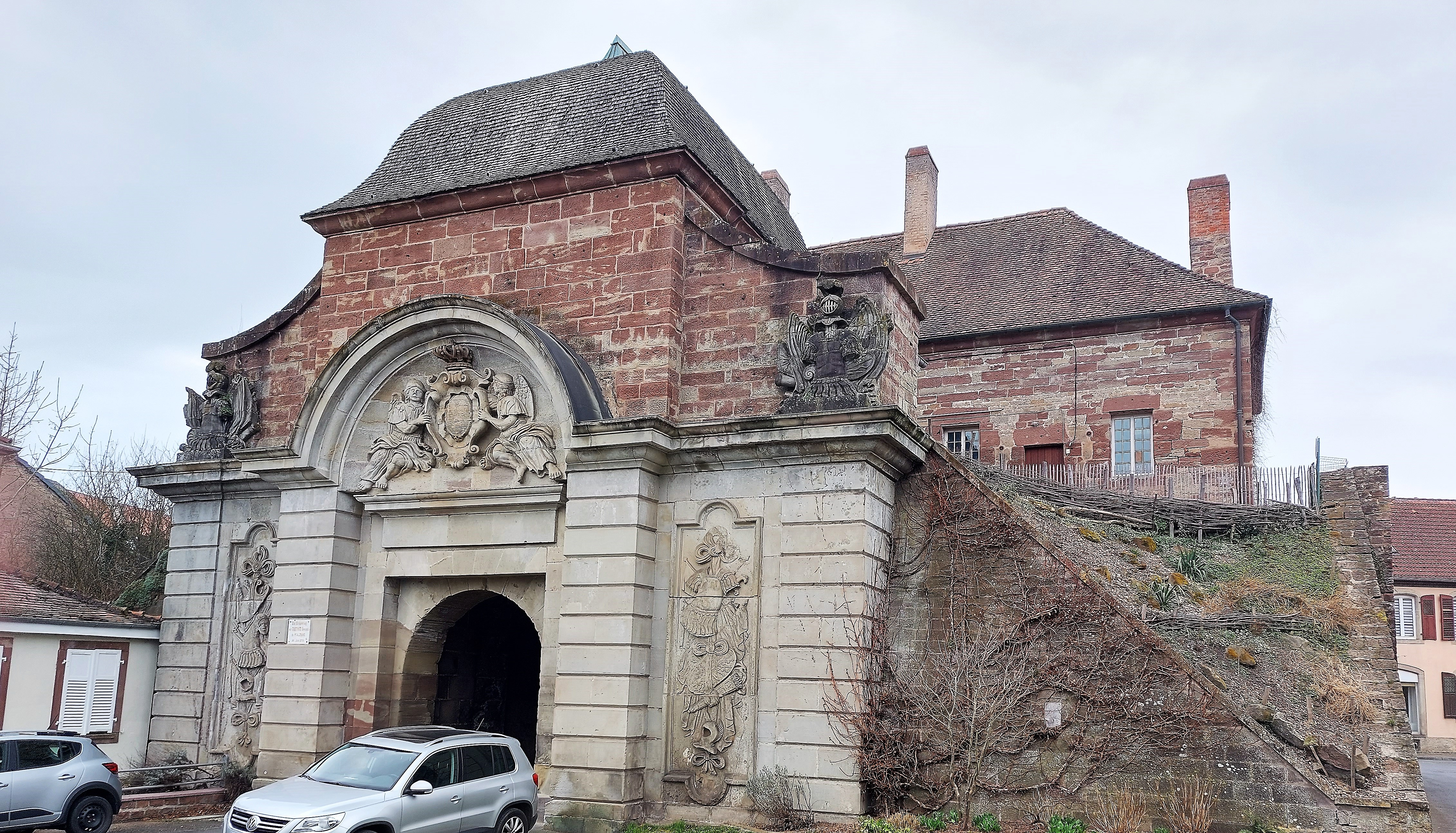
阿勒马涅门
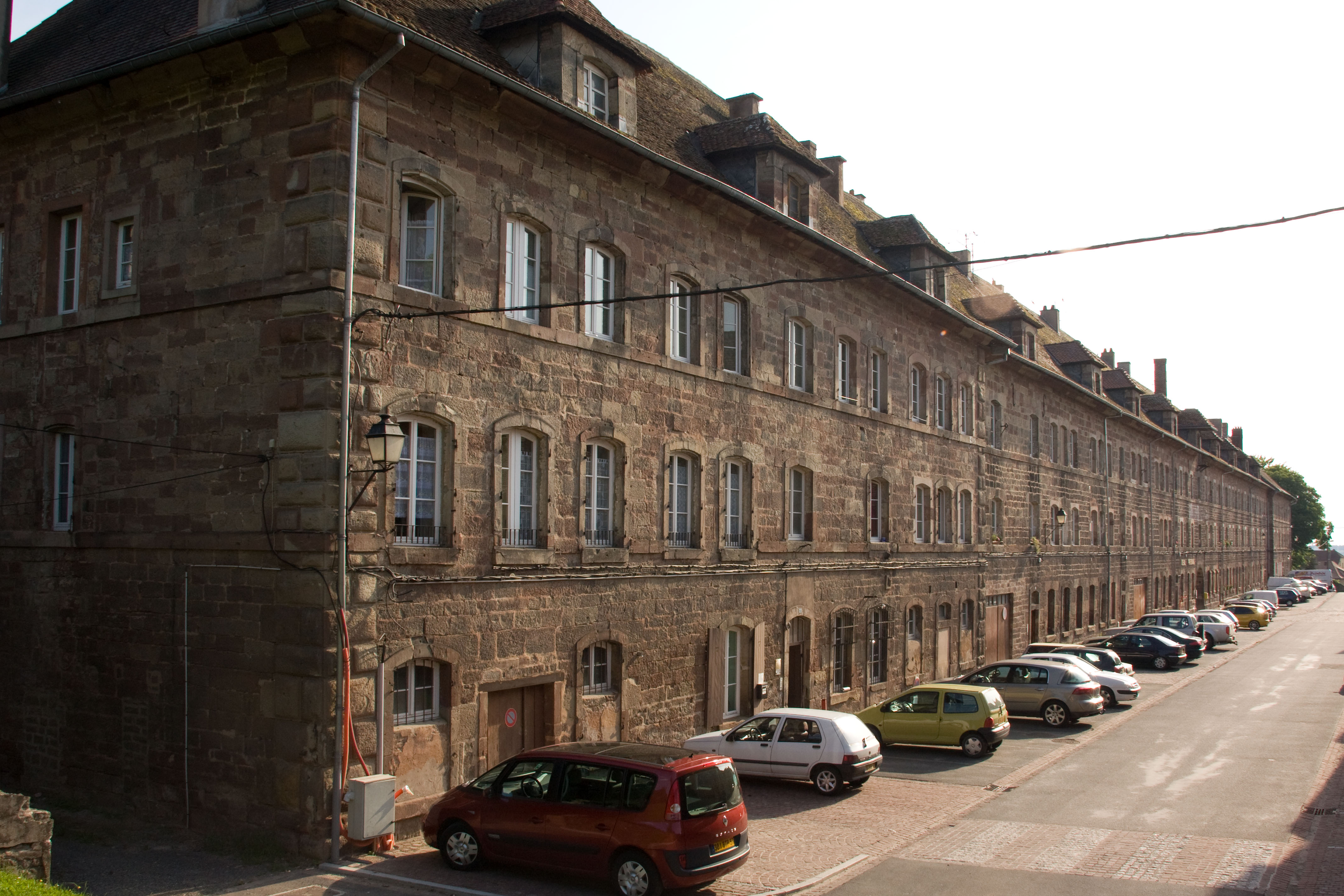
洛博营地
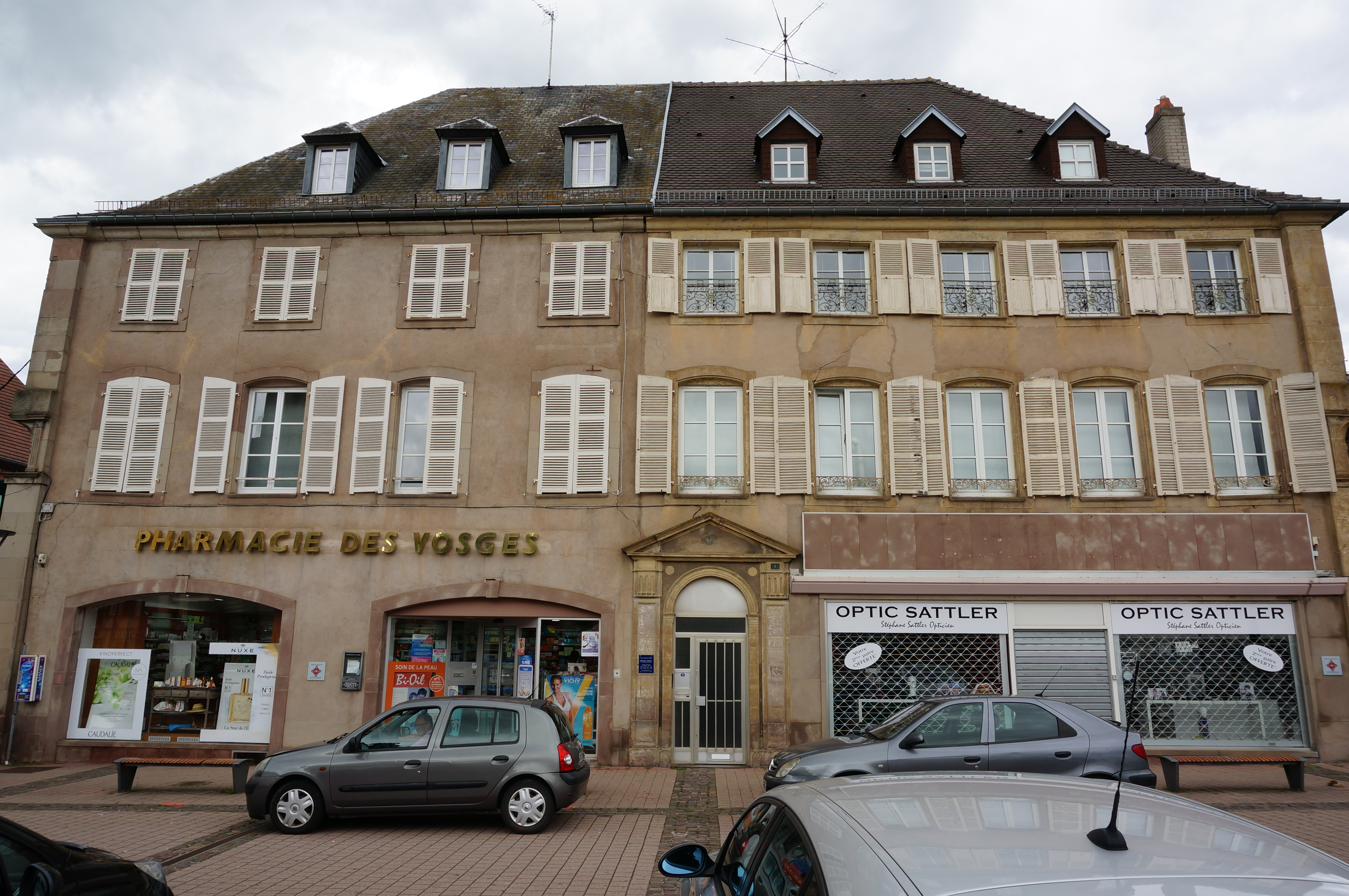
镇中心的商住楼
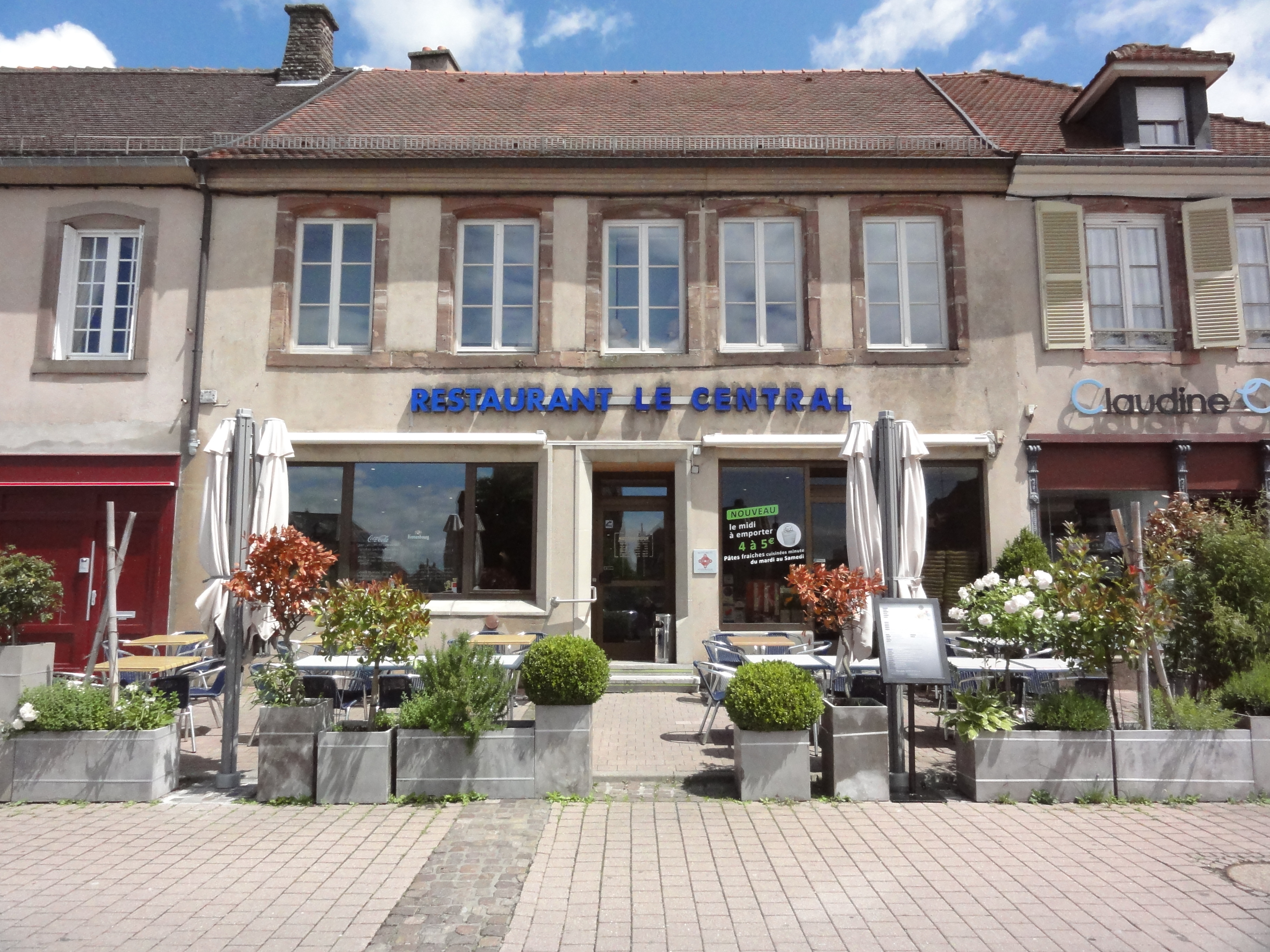
一家传统餐厅

### 旅游
法尔斯堡的旅游事务由其所属的法尔斯堡地区市镇公共社区联合各级政府协调负责。2023年，法尔斯堡境内共有2家酒店共计23间房间。

### 媒体
法国主要的媒体均可在法尔斯堡接收，法国电视三台下属的大东部大区频道在部分时段播出法尔斯堡所在摩泽尔省的地方新闻。

## 相关人物
法国将军亨利·罗滕堡、让·乌里希和作家埃米尔·埃尔克曼出生于法尔斯堡。

## 友好城市
截至2024年3月，法尔斯堡共与两座城市建立了友好城市关系：
- 德国 Berg
- 土耳其 彻纳尔哲克（2017年）[59]